# Акішина Ганна Іванівна
Ганна Іванівна Акі́шина (Акишина) (12 липня 1910, Юзівка — 24 вересня 1991, Харків) — український радянський живописець і педагог; член Харківської організації Спілки радянських художників України з 1960 року.

## Біографія
Народилася 29 червня [12 липня] 1910 року в місті Юзівці (нині Донецьк, Україна). З 1931 по 1936 рік навчалась у Харківському художньому технікумі, у 1938—1941 та 1944—1947 роках — у Харківському художньому інституті (учителі зі спеціальності Юрій Садиленко, Семен Прохоров, Олексій Кокель). Дипломна робота — «Молода сім'я».
У 1947—1966 роках директорка та викладачка Харківської дитячої художньої школи імені Іллі Рєпіна; у 1947—1950 роках — асистентка кафедри живопису Харківського художнього інституту. Член ВКП(б) з 1948 року.
Жила в Харкові в будинку на проспекті Леніна, № 44/47, квартира № 176. Померла в Харкові 24 вересня 1991 року.

## Творчість
Працювала в галузі станкового живопису. Написала багато натюрмортів. Серед робіт:
- «Водолази» (1948);
- «Переможці соцзмагання» (1951);
- «Сільське весілля» (1953);
- «В старій Юзівці» (1957);
- «У чорному списку» (1957);
- «Шахта на Марганці» (1957);
- «Озеро в П'ятихатках» (1957);
- «Айстри» (1959);
- «Біля терикона» (1960);
- «Нові береги. Місто Марганець» (1960);
- «Розкриті надра» (1961);
- «Травневі поля» (1962);
- «Ніби я на волю, на світ народився» (1965);
- «Мікрорайон» (1971);
- «Салют перемоги» (1973);
- «Тале озеро» (1983).

Брала участь у всеукраїнських виставках у Києві у 1951, 1960, 1966, 1969, 1970, 1973 роках; всесоюзних у Москві у 1951, 1955, 1960 роках; міжнародних у Болоньї у 1975 роцы та Лондоні у 1993 році (посмерна). Персональні виставки відбулися у Харкові у 1961 та 1972 роках.
Роботи художниці зберігаються у фондах Харківського художнього музею та Національного художнього музею України.